# 暇潰し
暇潰し（ひまつぶし）とは、時間的余裕が生じた際などに、本来要求されていない行為・作業などを実施することによって時間を消費する代替行為の一つ。

「ひまつぶし」として認知されているものの1つに、本来運搬時に用いる緩衝材であるエアキャップを潰すという行為がある。エアキャップの気泡を潰すことによって発生する軽快な破裂音によって一時的な精神的な充足感を得るというものであり、暇潰し専用のエアキャップも発売されている。
暇潰しは芸術の分野に影響を与えることがしばしばあり、清古尊の実験映画『つぶす』やtupera tuperaの絵本『NHKノージーのひらめき工房 ノージーのひまつぶしブック』などが挙げられる。